# Phendé Rinpoché
Phendé Rinpoché, aussi appelé Jamyang Kunsang Tcheu Tchi Gyamtso, est un lama tibétain né le 11 février 1934, dans une famille de pratiquants tantriques Ngapa, dans la province du Kham au Tibet. 

## Biographie
Phendé Rinpoché a été reconnu comme tulkou (réincarnation) de Ngor Phendé Khen Tchen Djamyang Thubten Tcheu Tchi Djialtsen, dont la lignée remonte au mahasiddha indien Birwapa. Il étudie et apprend tous les textes de rituels auprès de son oncle et précepteur Ngawang Rintchen, chef enseignant du monastère de Tharlam. À l'âge de sept ans, il est intronisé et reçoit l'enseignement du Lamdré Loshé (La Voie et ses fruits). À l'âge de neuf ans, il prononce les vœux de disciple laïc accompli, puis les vœux de novice ; il effectue ensuite plusieurs années de retraite et complète son enseignement Sakyapa ; il suit également des études d'astrologie. Il étudie plusieurs années au monastère de Kyegu à Jyekundo.
Vers la fin des années 1950, en raison de l'invasion chinoise du Tibet, il décide de fuir le Kham vers l'Inde en faisant un grand détour par les étendues désertes du Chang Thang (Nord du Tibet), accompagné d'une vingtaine de personnes, dont sa mère et son oncle. Il rencontre en chemin le groupe de Sakya Tridzin Rinpoché. Ils arrivent en même temps (1959) au Sikkim où il rencontre aussi Khyentse Rinpoché Jamyang Choekyi Lodrö. Il se rend ensuite à Mussoorie où il rencontre fréquemment le 14e Dalaï Lama. En Inde, il reconstitue à Kamrao le monastère de Kyegu avec des moines tibétains en exil. 
En 1969, il est invité au centre Samye Ling en Ecosse. Il a quitté Samye Ling pour vivre près de son ami Ato Rinpoché à Cambridge. Il y est présenté par un disciple à une jeune française qui deviendra sa femme et ils s'installent en France où il fonde en 1974 le centre Ngor Ewam Phendé Ling en Normandie. Il a trois fils, qui ont été reconnus comme Tulkus. Il a ensuite créé deux autres centres en France, Ngor Ewam Kunsang Ling à Paris et Ngor Ewam Tcheu Ling à Poitiers. 
Il a pu rétablir son siège du Phendé Ladrang dans son monastère de Ngor Ewam Tcheu Den, à Manduwalla en Inde du nord. Il apporte une aide régulière à ce monastère grâce à l’association Un Pas Vers les Tibétains.

## Publications
- Phendé Rinpoché, Marc Rozette, Mémoires d'un maître tibétain, 2005, Les Deux océans,  (ISBN 978-2-86681-137-2)